# Ye Huanming
Ye Huanming (chiń. 葉煥民, ur. 6 sierpnia 1965) – chiński sztangista, brązowy medalista olimpijski z Seulu.
Zawody w 1988 były jego jedynymi igrzyskami olimpijskimi. Po medal sięgnął w wadze do 60 kilogramów.